# Carlos Rico
Carlos Rico (Buenos Aires, 17 maggio 1944) è un cantante argentino.

## Biografia
Figlio d'arte, suo padre è stato un attore e cantante argentino, Guillermo Rico, anche componente del gruppo "Los Cinco Grandes del Buen Humor".
Comincia la sua carriera musicale negli anni '60, dopo aver abbandonato i suoi studi d'architettura.
La prima apparizione televisiva fu nel 1963 in "Sàbados Circulares", programma televisivo condotto da Pippo Mancera su Canale 9; partecipa inoltre ad altri programmi televisivi, come Show de Raul Astor.
Firma il suo primo contratto discogràfico nel 1963 con la Philips Records; nel 1965 passa poi alla Columbia Records.
Si presenta durante tutto l'anno 1964 in " Sabados Continuados " il programma di Antonio Carrizo in canale 7.
Nel 1966 si trasferisce in Spagna dove risiede per un anno e mezzo, partecipando ad alcuni programmi musicali su TVE e ad Antena Infantil, un programma per bambini per cui scrive le canzoni e si presenta come  "El Trovador".
Alla fine del 1967 si sposta a Milano e firma un contratto con la Miura, etichetta per cui registra un LP con canzoni di sua composizione intitolato "Se vuoi gridare grida" ed alcuni 45 giri.
Con "Gioca bambino" partecipa al Festivalbar 1970 nella serie Rosa (cioè i Big); nello stesso periodo partecipa alla trasmissione televisiva di Renzo Arbore "Per voi giovani".
Cantautore raffinato è inoltre eccezionale traduttore e interprete delle canzoni di Francesco De Gregori.
Ha pubblicato ultimamente parte della sua produzione sulle principali reti di musica online.
SoundCloud YouTube Spotify
Ritorna poi in Argentina, dove continua l'attività.
https://soundcloud.com/carlos-rico-400139262

## Discografia

### Album in studio
- 1969 – Se vuoi gridare grida

### Singolo
- 1968 – Il mio amico Miguel/La pioggia
- 1969 – Magali/Non tornerà
- 1970 – Né oggi né mai/Gioca bambino